# Hjørring

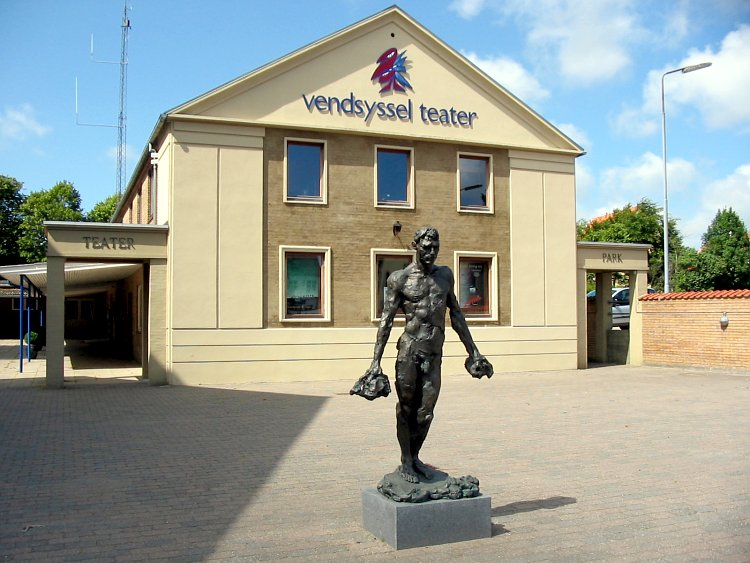
Teatro Vendsyssel em Hjørring

Hjørring é um município da Dinamarca, localizado na região norte, no condado de Nordjutlândia.
O município tem uma área de 311,37 km² e uma  população de 35 372 habitantes, segundo o censo de 2004.